# Provincia di 'Asir
La provincia di ʿAsīr (in arabo عسير‎?) è una provincia dell'Arabia Saudita, collocata nel sud-ovest del paese. Ha una superficie di 81.000 km² e una popolazione di 1.563.000 abitanti. Confina per un breve tratto con lo Yemen. Il suo capoluogo è Abha. Altre città sono Khamis Mushayt, Qal'at Bishah, Al-Namas e Bariq.
Prende nome dalla confederazione delle tribù nomadi che l'occupava in tempi storici, nota come Asaryah.

## Geografia fisica
Geograficamente, la regione si trova su un altopiano che riceve più pioggia del resto del paese e contiene le montagne più alte (oltre 3.000 metri). Anche se i dati sono inattendibili, la quantità di pioggia annuale probabilmente va dai 300 ai 500 mm, caduti principalmente nelle due stagioni piovose. L'escursione termica fra giorno e notte è molto alta; al mattino la nebbia può ridurre la visibilità quasi allo 0%. C'è molta più vegetazione che nelle altre province del paese, con zone riparate dove possono crescere anche foreste di conifere Molti contadini coltivano grano e frutta, la cui produzione è aumentata grazie ai moderni metodi di irrigazione.

## Città
1. Abha (366.551)
2. Muhayil (+228,979)
3. Al-Namas (+54,119)
4. Billasmar (+34,080)
5. Billahmar (+25,709)
6. Balqarn
7. Bareq (+74,391)
8. Bishah (+205,346)
9. Khamis Mushayt (+512,599)
10. Rijal Alma (+65,406)
11. Zahran al-Janūb (+63,119)
12. Tathlith (+59,188)
13. Sarat ʿUbayda (+67,120)
14. Ahad Rifaydah (+113,043)
15. Al-Majardah (+103,531)

## Storia
L'ʿAsīr, insieme alle province di Najrān e Jāzān, era un regno indipendente prima della sua annessione all'Arabia Saudita nel 1934. La cultura della regione è più simile a quella dello Yemen che a quella dell'Arabia, come si può notare negli stili architettonici. Inoltre, l'ʿAsīr è stata poco coinvolta dal boom del petrolio, e lo sviluppo delle città è largamente assente, con l'eccezione di alcune zone di Abha.
Leggi e costumi tribali sono ancora diffusi nella popolazione di questa regione.

## Amministrazione

### Elenco dei governatori
- Schweich bin Azaviha (.... - ....)
- Abd Allah bin Sweilem (.... - ....)
- Fahd bin Abdul Karim Al Aqili (.... - ....)
- Sa'd bin Afissan (.... - ....)
- Mohammed bin Sa'd bin Njevan (.... - ....)
- Abd al-Aziz bin Ibrahim Al Brahim (.... - ....)
- Abd Allah bin Ibrahim Al-Askar (.... - ....)
- Abd al-Aziz bin Abd Allah Askar (.... - ....)
- Turki bin Ahmed bin Mohammed Al-Sudairy (.... - ....)
- Sa'd bin Abd al-Aziz Al Sa'ud (1941 - 1960)
- Turki bin Mohammed bin Madhi (.... - ....)
- Abd Allah bin Mohammed bin Madhi (.... - ....)
- Khalid bin Faysal Al Sa'ud (aprile 1971 - 16 maggio 2007)
- Faysal bin Khalid Al Sa'ud (16 maggio 2007 - 27 dicembre 2018)
- Turki bin Talal Al Sa'ud, 27 dicembre 2018

### Elenco dei vice governatori
- Sa'd bin Sa'ud Al Sa'ud (1969 - 1977)

...
- Faysal bin Khalid Al Sa'ud (agosto 2003 - 16 maggio 2007)
- Mansour bin Muqrin Al Sa'ud (22 aprile 2017 - 5 novembre 2017)
- Khalid bin Sattam bin Sa'ud bin Abd al-Aziz Al Sa'ud, dal 12 dicembre 2023